# Vetenskapscentrum

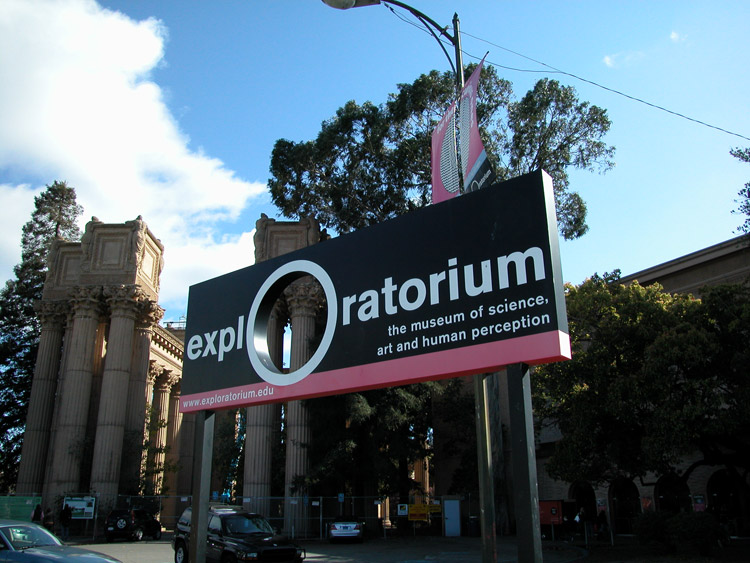
Exploratorium bildade skola för vetenskapscentrum i alla delar av världen.

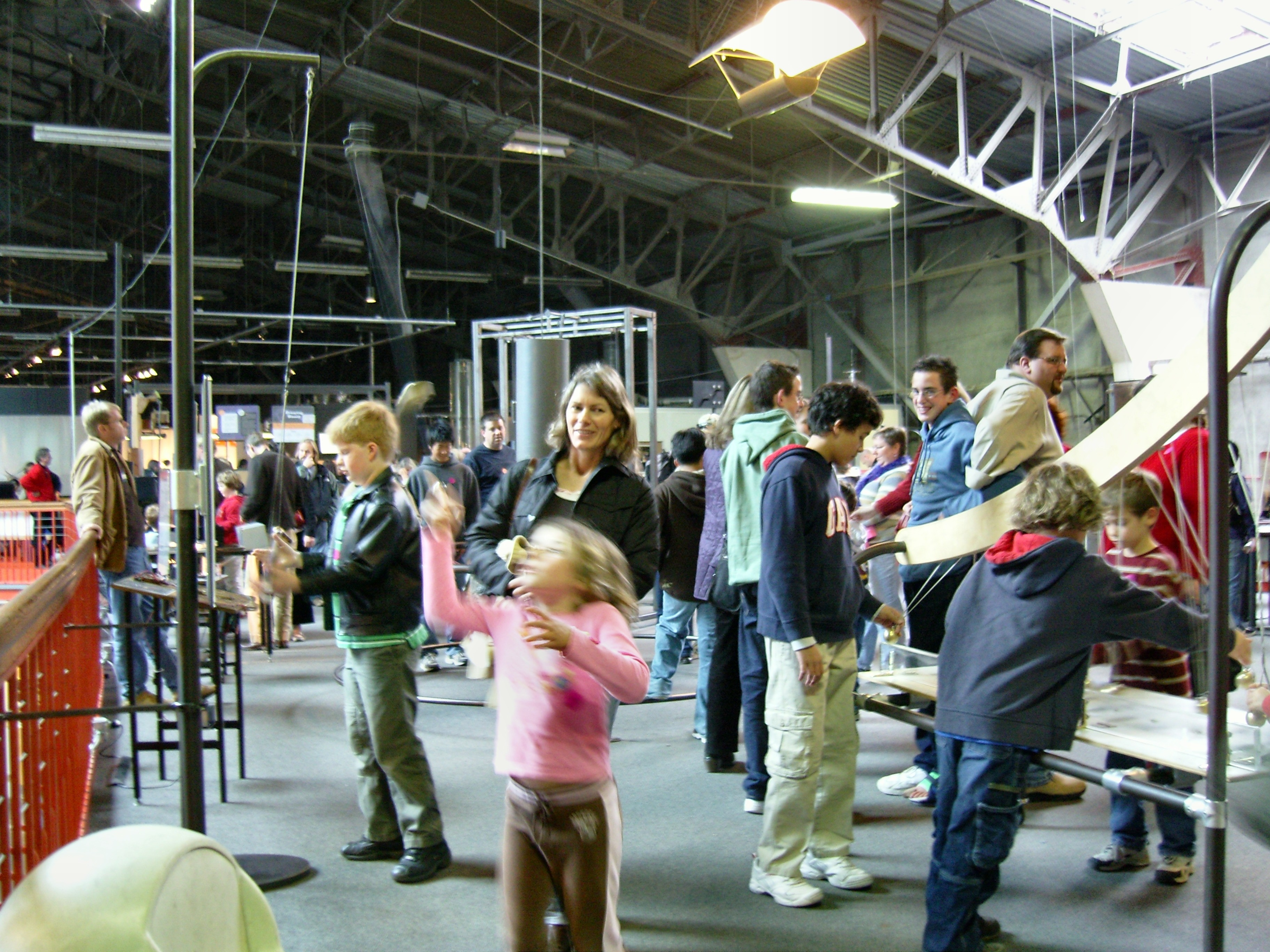
Besökare prövar teknikens och naturens lagar på Exploratorium.

Vetenskapscentrum (engelska: Science center) är en anläggning som har till syfte att stimulera framför allt barn och ungdomar att förstå teknik och naturvetenskap.

## Historia
Behovet att intressera barn och allmänhet för teknik och naturvetenskap blev tydligt i den kris i USA som var en följd av att Ryssland 1957 placerat den första konstgjorda satelliten Sputnik i omloppsbana runt jorden. Partikelfysikern Frank Oppenheimer fick uppdraget att skapa en anläggning som populariserade teknik och naturvetenskap bland ungdomar. Tanken var att dessa skulle bli mer benägna att välja studier inom naturvetenskap och teknik. Resultatet blev att Exploratorium grundades 1969 i San Francisco, Kalifornien.
Verksamheten vid Exploratorium Science Center omfattade ”hands-on”-pedagogik och besökaren kunde handgripligen pröva naturvetenskapens lagar och tekniska lösningar för att genom upplevelsen få en förståelse och kunskap. Experimenten beskrevs i ”Exploratorium cookbook” och blev förebilder för liknande satsningar på andra orter i USA men även i Kanada, Europa, Asien och Latinamerika.

## Vetenskapscentrum i Sverige
Tekniska museet i Stockholm inledde en försöksverksamhet med utställningen Teknoteket (1983-04-18 – 1984-06-17). Det omfattade femton experimentstationer och blev den första satsningen inom området i Sverige, efter förebild av bland andra Exploratorium, Ontario Science Centre och Museu de la Ciència i Barcelona. Verksamheten permanentades i Sveriges första vetenskapscentrum 1985; Teknorama: Upptäcka-Utforska-Uppleva vilket 1992 utökades med Teknorama: Teknikhistoriskt kalejdoskop, båda i en före detta ridhusbyggnad på ca 1400 kvadratmeter vid Tekniska museet.
Tom Tits Experiment i Södertälje har sitt ursprung i en vetenskapsutställning 1985. Framtidsmuseet i Borlänge invigdes 1986 och Teknikens hus i Luleå öppnade 1988. Fenomenalen startade med en försöksutställning 1989 och permanent verksamhet i Gotlands Fornsal 1994. Molekylverkstan i Stenungsund bildades som en följd av en sommarutställning ”Petrovision” 1992. Fenomenmagasinet startade 1993 i Gamla Linköping. Experimentum öppnade i Nääs 1994 och blev 2001 en del av Universeum. Navet Science Center i Borås öppnade 1996. Innovatum Science Center i Trollhättan invigdes 1998. Kreativum i Karlshamn och Dalénium i Stenstorp invigdes 2001. Universeum öppnade i Göteborg 2001, samma år startade Balthazar i Skövde. Faktotum i Eskilstuna och Upptech i Jönköping 2002. Vattenhallen Science Center öppnade 2009 i Lund. Flygvapenmuseum har sedan 2010 Flyglabbet. Norrköpings Visualiseringscenter C öppnade 2010. I Malmö finns Cool Minds som öppnade 2015.
Branschföreninen FSSC, Föreningen Svenska Science Center, verkar bland annat för att utveckla samarbete mellan medlemmarna.